# Brousse (Tarn)
Brousse é uma comuna francesa na região administrativa de Occitânia, no departamento de Tarn. Estende-se por uma área de 14,77 km². Em 2010 a comuna tinha 434 habitantes (densidade: 29,4 hab./km²).